# Karl Ludwig Christian Rümker
Karl Ludwig Christian Rümker, nemški astronom, * 28. maj 1788, Stargard, Nemčija, † 21. december 1862, Lizbona, Portugalska.